# Elke Bannach-Hoffmann

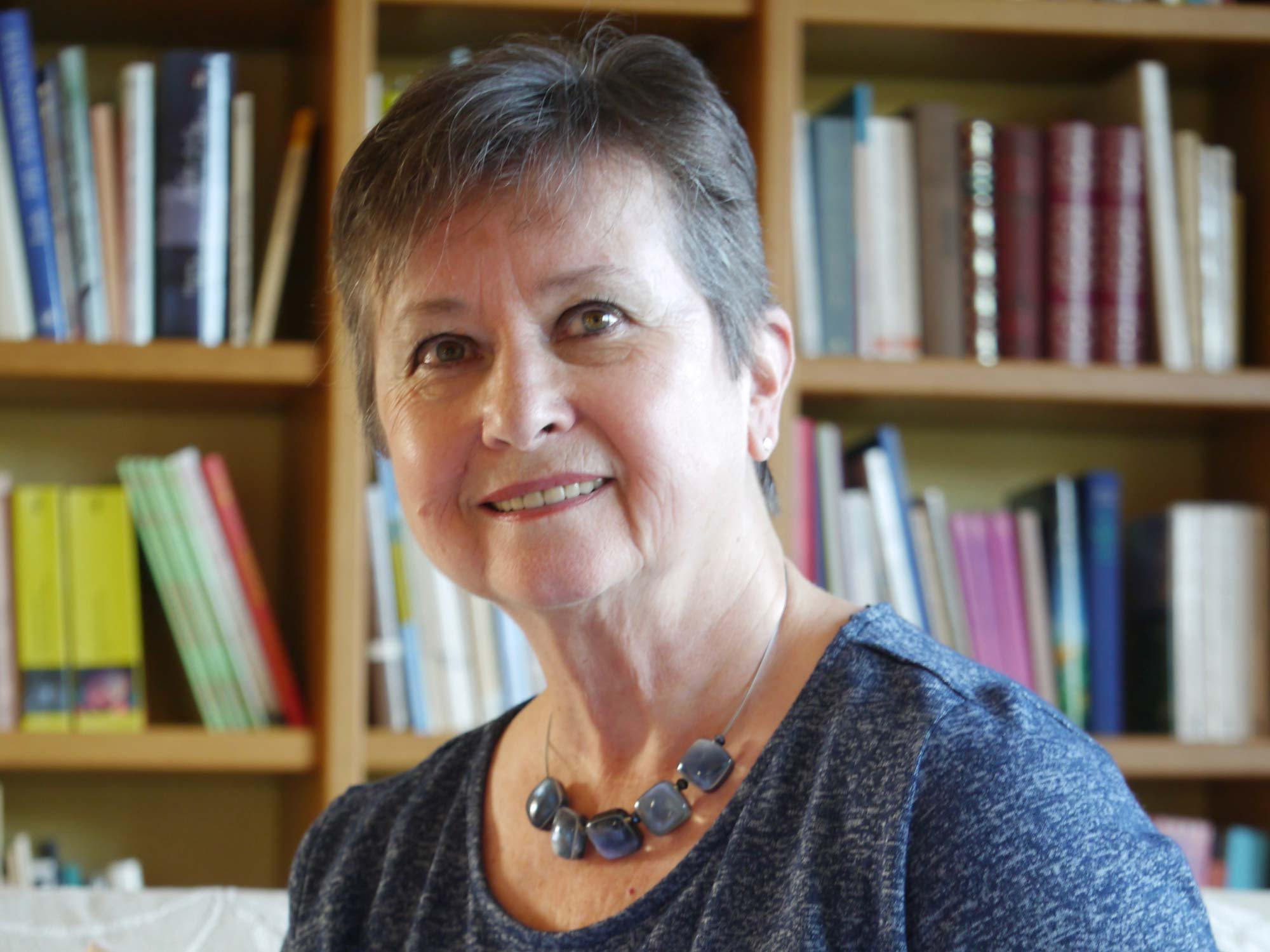
Elke Bannach-Hoffmann, 2021

Elke Bannach-Hoffmann (* 8. September 1949 in Bockum-Hövel) ist eine deutsche Schriftstellerin und Verlegerin.

## Leben
Nach ihrer Schulzeit machte Elke Bannach-Hoffmann eine Ausbildung zur Kinderkrankenschwester im Städtischen Klinikum in Dortmund und war dort fünf Jahre tätig. Anschließend absolvierte sie eine nebenberufliche Weiterbildung zum Handelsfachwirt und arbeitete als Marketing- und Vertriebsleiterin in verschiedenen Fachverlagen. Berufsbegleitend studierte sie an der Universität Dortmund Frauenwissenschaften mit dem Schwerpunkt Sozialpsychologie und schloss mit dem Zertifikat „Referentin für Frauenfragen in Kultur, Gesellschaft und Politik“ ab. Im Jahr 2000 wurde sie von  Amtsgerichten zur selbstständigen Berufsbetreuerin bestellt und übte diese Tätigkeit zehn Jahre aus.
Seit 2003 ist Elke Bannach-Hoffmann als freiberufliche Schriftstellerin tätig. Sie schrieb zunächst Szenen für Musiktheater-Programme, die sie gemeinsam mit Klaus W. Hoffmann in Büchereien, Schulen und Kitas vor Kindern aufführte. Später schrieb sie lyrische Texte für die Anthologie „Haiku mit Köpfchen“ und für die Vierteljahresschrift „Sommergras’“ (Hamburger Haiku Verlag).
Seit 2013 schreibt Elke Bannach-Hoffmann Geschichten für Kinder und Jugendliche, die im Leipziger Lychatz Verlag veröffentlicht wurden. Im Herbst 2019 schrieb sie ihre ersten Prosatexte für erwachsene Leserinnen und Leser. Sie wurden beim Dortmunder Unkorekt-Verlag herausgebracht: "Was ich dir noch erzählen wollte". Es sind skurrile Alltagsgeschichten.
2020 gründete Elke Bannach-Hoffmann den Musikverlag Elba und veröffentlichte neue und alte Lieder, Klanggeschichten und Singspiele des Liedermachers Klaus W. Hoffmann. Als Musikverlegerin ist sie Mitglied der Gema und der VG Musikedition.
Seit 2010 lebt Elke Bannach-Hoffmann mit ihrem Mann, dem Schriftsteller und Liedermacher Klaus W. Hoffmann, in einem Dorf in Sachsen-Anhalt.
Sie ist Mitglied in folgenden Literaturorganisationen:
- PEN
- Verband deutscher Schriftstellerinnen und Schriftsteller in Sachsen-Anhalt (VS)
- Kulturwerk deutscher Schriftsteller Sachsen-Anhalt e.V.
- Friedrich-Bödecker-Kreis e.V., Sachsen-Anhalt
- Deutsche Haiku-Gesellschaft e.V. DHG

Elke Bannach-Hoffmann bietet bundesweit Lesungen und Literatur-Workshops an. Sie werden über die Agentur Eva Pfitzner, Leserattenservice GmbH vermittelt, aber in Sachsen-Anhalt auch vom Friedrich-Bödecker-Kreis.

## Preise und Auszeichnungen
- 2016: Schulschreiberin in der GS Laucha (Auszeichnung des FBK Sachsen-Anhalt)
- 2018: Bundesförderprogramm „Kultur macht stark – Bündnis für Bildung“ (ausgewählt durch den FBK, Sachsen-Anhalt) Literatur-Workshop im Hort der GS Zscherndorf
- 2020: Bundesförderprogramm „Kultur macht stark – Bündnis für Bildung“ (ausgewählt durch den FBK, Sachsen-Anhalt) Literatur-Workshop im Hort der GS Sandersdorf

## Veröffentlichungen

### Bücher
- mit Klaus W. Hoffmann: 1:0 für Greta. Fußballkrimi für Kinder. Lychatz Verlag, Leipzig 2013.
- mit Klaus W. Hoffmann: Das Geheimnis der falschen Würfel. Lychatz Verlag, Leipzig 2015.
- Greta und die Hundefänger. Kinderkrimi. Lychatz Verlag, Leipzig 2016.
- mit Klaus W. Hoffmann: Der stumme Ulrich. Historienkrimi. Lychatz Verlag, Leipzig 2016.
- Spurensuche – einzigartig und unverwechselbar. Buch zum Schulschreiber-Projekt in der GS Laucha. dr. Ziethen Verlag, Oschersleben 2017.
- als Hrsg.: Wittenberger Lesebuch. BoD 2018.
- Was ich dir noch erzählen wollte. Satiren und skurrile Geschichten aus dem Alltag. E-Book: Unkorekt Verlag, Dortmund 2019 – Druckfassung: BoD 2020
- mit Klaus W. Hoffmann: Ich bin nur der Knappe. Schräge Geschichten aus dem Mittelalter. BoD 2020.
- als Hrsg.: Heimat und Begegnungen. Erzählungen und Porträts von Elke Bannach, Klaus W. Hoffmann und Peter Hoffmann. BoD 2020.
- mit Klaus W. Hoffmann: Kalimba spielen lernen. Mit Kinderliedern und Entspannungsgeschichten. Musikverlag Elba, Sandersdorf-Brehna 2021.